# Європейський кіноприз за найкращий фільм
Європейський кіноприз за найкращий європейський фільм
Номінація за найкращий європейський фільм є найголовнішою серед усіх категорій премії Європейський кіноприз. Номінація існує від самого заснування премії. Вперше нею було нагороджено 26 листопада 1988 року в Західному Берліні, Німеччина. Найчастіше головним призом нагороджувалися фільми італійських режисерів (5 перемог), менше у їхніх колег з Великої Британії, Данії і Німеччини (по 3 перемоги) та Іспанії і Польщі (2). Найбільш успішні режисери з трьома перемогами є італієць Джанні Амеліо та данець Ларс фон Трієр.
| Статистика                      | Фільм               | К-сть | Рік  |
| Найбільше нагород*              | Примара             | 6     | 2010 |
| Найбільше номінацій             | Ангел-охоронець     | 8     | 1990 |
| Найбільше номінацій             | Приховане           | 8     | 2005 |
| Найбільше номінацій             | Меланхолія          | 8     | 2011 |
| Найбільше номінацій без перемог | Людина без минулого | 6     | 2002 |
| Найбільше номінацій без перемог | Брати               | 6     | 2005 |

 * — рекорд за кількістю нагород, але без перемоги в номінації Найкращий європейський фільм тримає Повернення — Педро Альмодовара який отримав в 2006 році чотири перемоги

## Список лауреатів та номінантів
Лауреати виділені окремим кольором.

### 1980-ті
| Рік                           | Українська назва                  | Оригінальна назва    | Режисер(и)        | Країна(и) |
| ----------------------------- | --------------------------------- | -------------------- | ----------------- | --------- |
| 1988                          |                                   |                      |                   |           |
| Короткий фільм про вбивство   | пол. Krótki film o zabijaniu      | Кшиштоф Кесльовський | Польща            |           |
| До побачення, діти            | фр. Au revoir les enfants         | Луї Маль             | Франція           |           |
| Живий ліс                     | ісп. El bosque animado            | Хосе Луїс Куерда     | Іспанія           |           |
| Далекі голоси, застиглі життя | англ. Distant Voices, Still Lives | Теренс Девіс         | Велика Британія   |           |
| Небо над Берліном             | нім. Der Himmel über Berlin       | Вім Вендерс          | Західна Німеччина |           |
| Якоб                          | рум. Iacob                        | Мірча Данелюк        | Румунія           |           |
| Пелле-завойовник              | дан. Pelle Erobreren              | Білле Аугуст         | Данія             |           |
| 1989                          |                                   |                      |                   |           |
| Пейзаж у тумані               | грец. Τοπίο στην ομίχλη           | Тодорос Ангелопулос  | Греція            |           |
| Ельдорадо                     | угор. Eldorádó                    | Ґезо Беремені        | Угорщина          |           |
| Маґнус                        | ісл. Magnús                       | Траін Бертельсон     | Ісландія          |           |
| Спогади Жовтого Будинку       | порт. Recordações da Casa Amarela | Жуан Сезар Монтейру  | Португалія        |           |
| Великі сподівання             | англ. High Hopes                  | Майк Лі              | Велика Британія   |           |
| Маленька Віра                 | рос. Маленькая Вера               | Василь Пічул         | СРСР              |           |

### 1990-ті
| Рік                                                           | Українська назва                                                       | Оригінальна назва                        | Режисер(и)                           | Країна(и) |
| ------------------------------------------------------------- | ---------------------------------------------------------------------- | ---------------------------------------- | ------------------------------------ | --------- |
| 1990                                                          |                                                                        |                                          |                                      |           |
| Відкриті двері                                                | італ. Porte aperte                                                     | Джанні Амеліо                            | Італія                               |           |
| Дівчина із сірникової фабрики                                 | фін. Tulitikkutehtaan tyttö                                            | Акі Каурісмякі                           | Фінляндія                            |           |
| Сірано де Бержерак                                            | фр. Cyrano de Bergerac                                                 | Жан-Поль Раппено                         | Франція                              |           |
| Допит                                                         | пол. Przesłuchanie                                                     | Ришард Бугайски                          | Польща                               |           |
| Ай, Кармель!                                                  | ісп. ¡Ay Carmela!                                                      | Карлос Саура                             | Іспанія                              |           |
| Ангел-охоронець                                               | швед. Skyddsängeln                                                     | Сюзан Остен                              | Швеція                               |           |
| Мати                                                          | рос. Мать                                                              | Глеб Панфілов                            | СРСР                                 |           |
| 1991                                                          |                                                                        |                                          |                                      |           |
| Ріфф-Рафф                                                     | англ. Riff-Raff                                                        | Кен Лоуч                                 | Велика Британія                      |           |
| Мандрівник                                                    | нім. Homo Faber                                                        | Фолькер Шлендорф                         | Німеччина                            |           |
| Маленький злочинець                                           | фр. Le petit criminel                                                  | Жак Дуайон                               | Франція                              |           |
| Тото-герой                                                    | фр. Toto le Héros                                                      | Жако Ван Дормель                         | Бельгія                              |           |
| Делікатеси                                                    | фр. Delicatessen                                                       | Каро Марк, Жан-П'єр Жене                 | Франція                              |           |
| Ультра                                                        | італ. Ultrà                                                            | Ріккі Тоньяцці                           | Італія                               |           |
| 1992                                                          |                                                                        |                                          |                                      |           |
| Викрадач дітей                                                | італ. Il ladro di bambini                                              | Джанні Амеліо                            | Італія                               |           |
| Життя богеми                                                  | фр. La Vie de bohème                                                   | Акі Каурісмякі                           | Франція                              |           |
| Коханці з Нового мосту                                        | фр. Les Amants du Pont-Neuf                                            | Лео Каракс                               | Франція                              |           |
| Північ                                                        | фр. Nord                                                               | Ксавє Бовуа                              | Франція                              |           |
| Три дні                                                       | лит. Trys dienos                                                       | Шарунас Бартас                           | Литва                                |           |
| Мешканці півночі                                              | нід. De Noorderlingen                                                  | Алекс Ван Вармердам                      | Нідерланди                           |           |
| 1993                                                          |                                                                        |                                          |                                      |           |
| Урга — територія кохання                                      | рос. Урга — территория любви                                           | Микита Михалков                          | Росія                                |           |
| Відео Бенні                                                   | нім. Benny's Video                                                     | Міхаель Ганеке                           | Австрія                              |           |
| Серце взимку                                                  | фр. Un cœur en hiver                                                   | Клод Соте                                | Франція                              |           |
| Це трапилося по сусідству від вас                             | фр. C'est arrivé près de chez vous                                     | Реми Белво, Андре Бонзел, Бенуа Пульворд | Бельгія                              |           |
| Орландо                                                       | англ. Orlando                                                          | Саллі Поттер                             | Велика Британія                      |           |
| Подруга Антоніо                                               | фр. La petite amie d'Antonio                                           | Мануель Пуарье                           | Франція                              |           |
| 1994                                                          |                                                                        |                                          |                                      |           |
| Ламерика                                                      | італ. Lamerica                                                         | Джанні Амеліо                            | Італія                               |           |
| В ім'я батька                                                 | англ. In the Name of the Father                                        | Джим Шерідан                             | Велика Британія                      |           |
| Три кольори: Синій; Три кольори: Білий; Три кольори: Червоний | фр. Trois Couleurs: Bleu; Trois couleurs: Blanc; Trois couleurs: Rouge | Кшиштоф Кесльовський                     | Франція, Польща, Швейцарія           |           |
| Кош-ба-кош                                                    | рос. Кош-ба-кош                                                        | Бахтіяр Худойназаров                     | Росія                                |           |
| Син акули                                                     | фр. Le Fils du requin                                                  | Агнес Мерле                              | Франція                              |           |
| Войцек                                                        | угор. Woyzeck                                                          | Янош Сас                                 | Угорщина                             |           |
| 1995                                                          |                                                                        |                                          |                                      |           |
| Земля і свобода                                               | англ. Land and Freedom                                                 | Кен Лоуч                                 | Велика Британія                      |           |
| Паризькі побачення                                            | фр. Les Rendez-vous de Paris                                           | Ерік Ромер                               | Франція                              |           |
| Погляд Улісса                                                 | грец. Το βλέμμα του Οδυσσέα                                            | Тодорос Ангелопулос                      | Греція                               |           |
| Поцілунок метелека                                            | англ. Butterfly Kiss                                                   | Майкл Вінтерботтом                       | Велика Британія                      |           |
| Вбивця                                                        | нім. Der Totmacher                                                     | Ромуальд Кармакар                        | Німеччина                            |           |
| Ненависть                                                     | фр. La Haine                                                           | Матьє Кассовітц                          | Франція                              |           |
| 1996                                                          |                                                                        |                                          |                                      |           |
| Розсікаючи хвилі                                              | англ. Breaking the Waves                                               | Ларс фон Трієр                           | Данія                                |           |
| Коля                                                          | чеськ. Kolja                                                           | Ян Сверак                                | Чехія                                |           |
| Таємниці і брехня                                             | англ. Secrets & Lies                                                   | Майк Лі                                  | Велика Британія                      |           |
| Луг                                                           | чеськ. Lea                                                             | Іван Філа                                | Чехія, Німеччина                     |           |
| Сини                                                          | англ. Some Mother's Son                                                | Террі Джордж                             | Ірландія                             |           |
| 1997                                                          |                                                                        |                                          |                                      |           |
| Чоловічий стриптиз                                            | англ. The Full Monty                                                   | Пітер Каттанео                           | Велика Британія                      |           |
| Капітан Конан                                                 | фр. Capitaine Conan                                                    | Бертран Таверньє                         | Франція                              |           |
| П'ятий елемент                                                | англ. The Fifth Element                                                | Люк Бессон                               | Франція                              |           |
| Ідеальне коло                                                 | босн. Savršeni krug                                                    | Адемір Кеновіч                           | Боснія і Герцеговина                 |           |
| Англійський пацієнт                                           | англ. The English Patient                                              | Ентоні Мінгелла                          | Велика Британія                      |           |
| Злодій                                                        | рос. Вор                                                               | Павло Чухрай                             | Росія                                |           |
| 1998                                                          |                                                                        |                                          |                                      |           |
| Життя прекрасне                                               | італ. La vita è bella                                                  | Роберто Беніньї                          | Італія                               |           |
| Хлопчик-м'ясник                                               | англ. The Butcher Boy                                                  | Ніл Джордан                              | Ірландія                             |           |
| Жива плоть                                                    | ісп. Carne trémula                                                     | Педро Альмодовар                         | Іспанія                              |           |
| Свято                                                         | дан. Festen                                                            | Томас Вінтерберґ                         | Данія                                |           |
| Мрійливе життя янголів                                        | фр. La Vie rêvée des anges                                             | Ерік Зонка                               | Франція                              |           |
| Біжи, Лоло, біжи                                              | нім. Lola rennt                                                        | Том Тиквер                               | Німеччина                            |           |
| Мене звуть Джо                                                | англ. My Name Is Joe                                                   | Кен Лоуч                                 | Велика Британія                      |           |
| 1999                                                          |                                                                        |                                          |                                      |           |
| Все про мою матір                                             | ісп. Todo sobre mi madre                                               | Педро Альмодовар                         | Іспанія                              |           |
| Покажи мені любов                                             | швед. Fucking Åmål                                                     | Лукас Мудіссон                           | Швеція                               |           |
| Остання пісня Міфуне                                          | дан. Mifunes sidste sang                                               | Серен Краг-Якобсен                       | Данія                                |           |
| Молох                                                         | рос. Молох                                                             | Олександр Сокуров                        | Росія                                |           |
| Ноттінг Хілл                                                  | англ. Notting Hill                                                     | Роджер Мічелл                            | Велика Британія                      |           |
| Розетта                                                       | фр. Rosetta                                                            | Брати Дарденн                            | Бельгія                              |           |
| Смак сонячного світла                                         | англ. Sunshine                                                         | Іштван Сабо                              | Канада, Угорщина, Австрія, Німеччина |           |
| Зона бойових дій                                              | англ. The War Zone                                                     | Тім Рот                                  | Велика Британія                      |           |

### 2000-ні
| Рік                                | Українська назва                        | Оригінальна назва                | Режисер(и)                                                     | Країна(и) |
| ---------------------------------- | --------------------------------------- | -------------------------------- | -------------------------------------------------------------- | --------- |
| 2000                               |                                         |                                  |                                                                |           |
| Та, що танцює у темряві            | англ. Dancer in the Dark                | Ларс фон Трієр                   | Данія                                                          |           |
| Біллі Елліот                       | англ. Billy Elliot                      | Стівен Долдрі                    | Велика Британія                                                |           |
| Втеча з курника                    | англ. Chicken Run                       | Пітер Лорд, Нік Парк             | Велика Британія                                                |           |
| Гаррі — друг, який бажає вам добра | фр. Harry, un ami qui vous veut du bien | Домінік Молль                    | Франція                                                        |           |
| На чужий смак                      | фр. Le Goût des autres                  | Аньєс Жауї                       | Франція                                                        |           |
| Хліб і тюльпани                    | італ. Pane e tulipani                   | Сільвіо Сольдіні                 | Італія                                                         |           |
| Невірник                           | швед. Trolösa                           | Лів Ульман                       | Швеція                                                         |           |
| 2001                               |                                         |                                  |                                                                |           |
| Амелі                              | фр. Le Fabuleux Destin d’Amélie Poulain | Жан-П'єр Жене                    | Франція                                                        |           |
| Щоденник Бріджит Джонс             | англ. Bridget Jones’s Diary             | Шерон Магуаєр                    | Велика Британія                                                |           |
| Експеримент                        | нім. Das Experiment                     | Олівер Гіршбіґель                | Німеччина                                                      |           |
| Інтим                              | англ. Intimacy                          | Патріс Шеро                      | Франція, Велика Британія, Німеччина, Іспанія                   |           |
| Італійська для початківців         | дан. Italiensk for begyndere            | Лоне Шерфіґ                      | Данія, Швеція                                                  |           |
| Піаністка                          | фр. La Pianiste                         | Міхаель Ганеке                   | Австрія, Франція                                               |           |
| Кімната сина                       | італ. La stanza del figlio              | Нанні Моретті                    | Італія, Франція                                                |           |
| Інші                               | англ. The Others                        | Алехандро Аменабар               | США, Іспанія, Франція, Італія                                  |           |
| 2002                               |                                         |                                  |                                                                |           |
| Поговори з нею                     | ісп. Hable con ella                     | Педро Альмодовар                 | Іспанія                                                        |           |
| Грай, як Бекхем                    | англ. Bend It Like Beckham              | Гуріндер Чадха                   | Велика Британія                                                |           |
| Кривава неділя                     | англ. Bloody Sunday                     | Пауль Грингресс                  | Велика Британія                                                |           |
| 8 жінок                            | фр. 8 femmes                            | Франсуа Озон                     | Франція                                                        |           |
| Ліля назавжди                      | швед. Lilja 4-ever                      | Лукас Мудіссон                   | Швеція                                                         |           |
| Людина без минулого                | фін. Mies vailla menneisyyttä           | Акі Каурісмякі                   | Фінляндія, Німеччина, Франція                                  |           |
| Сестри Магдалини                   | англ. The Magdalene Sisters             | Пітер Маллен                     | Велика Британія                                                |           |
| Піаніст                            | англ. The Pianist                       | Роман Полянський                 | Польща, Німеччина, Франція, Велика Британія                    |           |
| 2003                               |                                         |                                  |                                                                |           |
| Ґуд бай, Ленін!                    | нім. Good Bye, Lenin!                   | Вольфганг Беккер                 | Німеччина                                                      |           |
| Брудні принади                     | англ. Dirty Pretty Things               | Стівен Фрірз                     | Велика Британія                                                |           |
| Доґвіль                            | англ. Dogville                          | Ларс фон Трієр                   | Данія, Нідерланди, Швеція, Франція, Велика Британія, Німеччина |           |
| У цьому світі                      | англ. In This World                     | Майкл Вінтерботтом               | Велика Британія                                                |           |
| Моє життя без мене                 | англ. My Life Without Me                | Ісабель Койшет                   | Іспанія, Канада                                                |           |
| Басейн                             | англ. Swimming Pool                     | Франсуа Озон                     | Велика Британія, Франція                                       |           |
| 2004                               |                                         |                                  |                                                                |           |
| Головою об стіну                   | нім. Gegen die Wand                     | Фатіх Акін                       | Німеччина                                                      |           |
| Дірка в моєму серці                | швед. Ett hål i mitt hjärta             | Лукас Мудіссон                   | Швеція, Данія                                                  |           |
| Погане виховання                   | ісп. La mala educación                  | Педро Альмодовар                 | Іспанія                                                        |           |
| Хористи                            | фр. Les choristes                       | Крістоф Барратьє                 | Франція                                                        |           |
| Море всередині                     | ісп. Mar adentro                        | Алехандро Аменабар               | Іспанія, Франція, Італія                                       |           |
| Віра Дрейк                         | англ. Vera Drake                        | Майк Лі                          | Велика Британія, Франція                                       |           |
| 2005                               |                                         |                                  |                                                                |           |
| Приховане                          | фр. Caché                               | Міхаель Ганеке                   | Франція, Австрія, Німеччина, Італія                            |           |
| Брати                              | дан. Brødre                             | Сюзанна Бір                      | Швеція, Данія, Велика Британія, Норвегія                       |           |
| Заходьте без стуку                 | англ. Don't Come Knocking               | Вім Вендерс                      | Німеччина                                                      |           |
| Дитина                             | фр. L'enfant                            | Брати Дарденн                    | Бельгія                                                        |           |
| Моє літо кохання                   | англ. My Summer of Love                 | Павло Павліковський              | Велика Британія                                                |           |
| Останні дні Софі Шолл              | нім. Sophie Scholl – Die letzten Tage   | Марк Ротемунд                    | Німеччина                                                      |           |
| 2006                               |                                         |                                  |                                                                |           |
| Життя інших                        | нім. Das Leben der Anderen              | Флоріан Генкель фон Доннерсмарк  | Німеччина                                                      |           |
| Сніданок на Плутоні                | англ. Breakfast on Pluto                | Ніл Джордан                      | Велика Британія                                                |           |
| Грбавіца                           | босн. Grbavica                          | Ясміла Жбаніч                    | Боснія і Герцеговина, Австрія, Німеччина, Хорватія             |           |
| Дорога на Гуантанамо               | англ. The Road to Guantanamo            | Майкл Вінтерботтом, Мет Вайткрос | Велика Британія                                                |           |
| Повернення                         | ісп. Volver                             | Педро Альмодовар                 | Іспанія                                                        |           |
| Вітер, що гойдає верес             | англ. The Wind That Shakes the Barley   | Кен Лоуч                         | Велика Британія, Ірландія, Німеччина, Італія, Іспанія          |           |
| 2007                               |                                         |                                  |                                                                |           |
| Чотири місяці, три тижні і два дні | рум. 4 luni, 3 săptămâni şi 2 zile      | Крістіан Мунджіу                 | Румунія                                                        |           |
| На краю раю                        | нім. Auf der anderen Seite              | Фатіх Акін                       | Німеччина, Туреччина                                           |           |
| Останній король Шотландії          | англ. The Last King of Scotland         | Кевін МакДональд                 | Велика Британія                                                |           |
| Життя у рожевому кольорі           | фр. La Môme                             | Олів'є Даан                      | Франція, Швейцарія, Велика Британія                            |           |
| Персеполіс                         | фр. Persepolis                          | Марджан Сатрапі, Венсан Паронно  | Франція                                                        |           |
| Королева                           | англ. The Queen                         | Стівен Фрірз                     | Велика Британія                                                |           |
| 2008                               |                                         |                                  |                                                                |           |
| Гомора                             | італ. Gomorra                           | Маттео Гарроне                   | Італія                                                         |           |
| Дивовижний                         | італ. Il Divo                           | Паоло Соррентіно                 | Італія                                                         |           |
| Клас                               | фр. Entre les murs                      | Лоран Канте                      | Франція                                                        |           |
| Безтурботна                        | англ. Happy-Go-Lucky                    | Майк Лі                          | Велика Британія                                                |           |
| Притулок                           | ісп. El Orfanato                        | Хуан Антоніо Байона              | Іспанія                                                        |           |
| Вальс з Баширом                    | івр. ואלס עם באשיר                      | Арі Фольман                      | Ізраїль, Франція, Німеччина                                    |           |
| 2009                               |                                         |                                  |                                                                |           |
| Біла стрічка                       | нім. Das weiße Band                     | Міхаель Ганеке                   | Німеччина, Австрія, Франція, Італія                            |           |
| Акваріум                           | англ. Fish Tank                         | Андреа Арнольд                   | Велика Британія                                                |           |
| Впусти мене                        | швед. Låt den rätte komma in            | Томас Альфредсон                 | Швеція                                                         |           |
| Пророк                             | фр. Un prophète                         | Жак Одіар                        | Франція                                                        |           |
| Читець                             | англ. The Reader                        | Стівен Долдрі                    | Велика Британія, Німеччина                                     |           |
| Мільйонер із нетрів                | англ. Slumdog Millionaire               | Денні Бойл                       | Велика Британія                                                |           |

### 2010-ті
| Рік                                      | Українська назва                                         | Оригінальна назва               | Режисер(и)                                             | Країна(и) |
| ---------------------------------------- | -------------------------------------------------------- | ------------------------------- | ------------------------------------------------------ | --------- |
| 2010                                     |                                                          |                                 |                                                        |           |
| Примара                                  | англ. The Ghost Writer                                   | Роман Полянський                | Франція, Німеччина, Велика Британія                    |           |
| Мед                                      | тур. Bal                                                 | Семіх Капланоглу                | Туреччина                                              |           |
| Про людей і богів                        | фр. Des hommes et des dieux                              | Ксав'є Бовуа                    | Франція                                                |           |
| Ліван                                    | івр. לבנון                                               | Самюель Маоз                    | Ізраїль, Німеччина, Франція                            |           |
| Таємниця в його очах                     | ісп. El secreto de sus ojos                              | Хуан Хосе Кампанелья            | Іспанія, Аргентина                                     |           |
| Душевна кухня                            | нім. Soul Kitchen                                        | Фатіх Акін                      | Німеччина                                              |           |
| 2011                                     |                                                          |                                 |                                                        |           |
| Меланхолія                               | англ. Melancholia                                        | Ларс фон Трієр                  | Данія, Швеція, Франція, Німеччина                      |           |
| Артист                                   | англ. The Artist                                         | Мішель Азанавічус               | Франція                                                |           |
| Хлопчик з велосипедом                    | фр. Le Gamin au vélo                                     | Брати Дарденн                   | Бельгія, Франція, Італія                               |           |
| Помста                                   | дан. Hævnen                                              | Сюзанна Бір                     | Данія                                                  |           |
| Промова короля                           | англ. The King's Speech                                  | Том Гупер                       | Велика Британія                                        |           |
| Гавр                                     | фр. Le Havre                                             | Акі Каурісмякі                  | Фінляндія, Франція, Німеччина                          |           |
| 2012                                     |                                                          |                                 |                                                        |           |
| Любов                                    | фр. Amour                                                | Міхаель Ганеке                  | Австрія, Франція, Німеччина                            |           |
| Барбара                                  | нім. Barbara                                             | Крістіан Петцольд               | Німеччина                                              |           |
| Цезар має померти                        | італ. Cesare deve morire                                 | Паоло Тавіані, Вітторіо Тавіані | Італія                                                 |           |
| Полювання                                | дан. Jagten                                              | Томас Вінтерберг                | Данія                                                  |           |
| Сором                                    | англ. Shame                                              | Стів Маккуїн                    | Велика Британія                                        |           |
| Недоторканні                             | фр. Intouchables                                         | Олів'є Накаш, Ерік Толедано     | Франція                                                |           |
| 2013                                     |                                                          |                                 |                                                        |           |
| Велика краса                             | італ. La grande bellezza                                 | Паоло Соррентіно                | Італія, Франція                                        |           |
| Життя Адель                              | фр. La Vie d'Adèle – Chapitres 1 & 2                     | Абделатіф Кешиш                 | Франція                                                |           |
| Найкраща пропозиція                      | італ. La migliore offerta                                | Джузеппе Торнаторе              | Італія                                                 |           |
| Білосніжка                               | ісп. Blancanieves                                        | Пабло Бергер                    | Іспанія, Франція                                       |           |
| Розірване коло                           | англ. The Broken Circle Breakdown                        | Ван Гроенгінен                  | Бельгія                                                |           |
| Ой, хлопче!                              | нім. Oh Boy!                                             | Ван Гроенгінен                  | Німеччина                                              |           |
| 2014                                     |                                                          |                                 |                                                        |           |
| Іда                                      | пол. Ida                                                 | Павел Павліковський             | Польща, Данія                                          |           |
| Форс-мажор                               | швед. Turist                                             | Рубен Естлунд                   | Швеція, Франція, Норвегія, Данія                       |           |
| Левіафан                                 | рос. Левиафан                                            | Андрій Звягінцев                | Росія                                                  |           |
| Зимова сплячка                           | тур. Kış Uykusu                                          | Нурі Більге Джейлан             | Туреччина, Німеччина, Франція                          |           |
| Німфоманка: Режисерська версія           | англ. Nymphomaniac - Director's Cut                      | Ларс фон Трієр                  | Данія, Бельгія, Німеччина, Велика Британія             |           |
| 2015                                     |                                                          |                                 |                                                        |           |
| Юність                                   | англ. Youth                                              | Паоло Соррентіно                | Італія, Франція, Швейцарія, Велика Британія            |           |
| Лобстер                                  | англ. The Lobster                                        | Йоргос Лантімос                 | Ірландія, Велика Британія, Греція, Франція, Нідерланди |           |
| Мустанг                                  | англ. Mustang                                            | Деніз Ґамзе Ерґювен             | Франція, Німеччина, Туреччина, Катар                   |           |
| Сидів голуб на гілці, міркуючи про буття | швед. En duva satt på en gren och funderade på tillvaron | Рой Андерссон                   | Швеція, Норвегія, Франція, Німеччина                   |           |
| Барани                                   | ісл. Hrútar                                              | Грімур Хякорнасон               | Ісландія                                               |           |
| Вікторія                                 | нім. Victoria                                            | Себастьян Шиппер                | Німеччина                                              |           |
| 2016                                     |                                                          |                                 |                                                        |           |
| Тоні Ердманн                             | нім. Toni Erdmann                                        | Марен Аде                       | Німеччина, Австрія                                     |           |
| Вона                                     | фр. Elle                                                 | Пол Верховен                    | Франція, Німеччина, Бельгія                            |           |
| Я, Деніел Блейк                          | англ. I, Daniel Blake                                    | Кен Лоуч                        | Велика Британія, Франція, Бельгія                      |           |
| Джульєтта                                | ісп. Julieta                                             | Педро Альмодовар                | Іспанія                                                |           |
| Кімната                                  | англ. Room                                               | Ленні Абрагамсон                | Канада, Ірландія                                       |           |
| 2017                                     |                                                          |                                 |                                                        |           |
| Квадрат                                  | The Square                                               | Рубен Естлунд                   | Швеція, Німеччина, Франція, Данія                      |           |
| 120 ударів на хвилину                    | 120 battements par minute                                | Робен Кампійо                   | Франція                                                |           |
| Нелюбов                                  | Нелюбовь                                                 | Андрій Звягінцев                | Росія, Бельгія, Німеччина, Франція                     |           |
| По той бік надії                         | Toivon tuolla puolen                                     | Акі Каурісмякі                  | Фінляндія, Німеччина                                   |           |
| Тіло і душа                              | Testről és lélekről                                      | Ільдіко Еньєді                  | Угорщина                                               |           |
| 2018                                     |                                                          |                                 |                                                        |           |
| Холодна війна                            | Zimna wojna                                              | Павел Павліковський             | Польща, Велика Британія, Франція                       |           |
| Дівчина                                  | Girl                                                     | Лукас Донт                      | Бельгія, Нідерланди                                    |           |
| На межі світів                           | Gräns                                                    | Алі Аббасі                      | Швеція, Данія                                          |           |
| Догмен                                   | Dogman                                                   | Маттео Ґарроне                  | Італія, Франція                                        |           |
| Щасливий Ладзаро                         | Lazzaro felice                                           | Аліче Рорвахер                  | Італія, Франція, Німеччина, Швейцарія                  |           |